# Subpoena

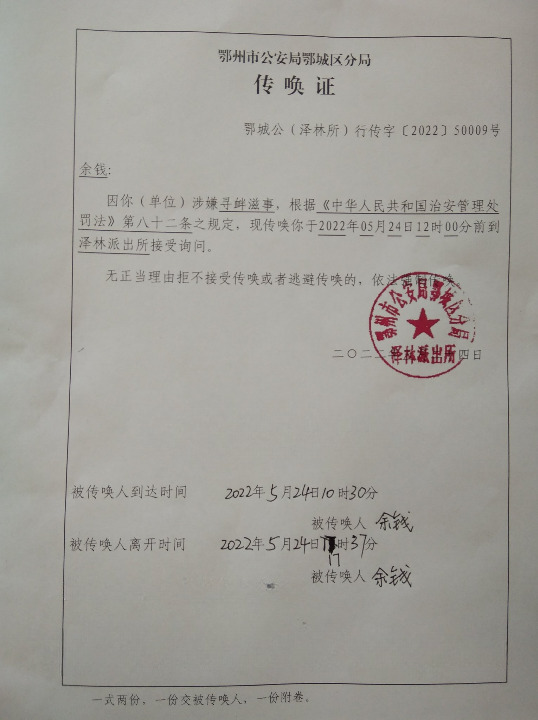
Assignation à comparaître contre Yu Qian pour « avoir suscité des querelles et provoqué des troubles »

Le subpoena est, en droit de common law et en droit romain, une injonction de produire une preuve émise par un tribunal ou toute autre juridiction. Il s'agit d'une formule latine composée de l'agrégation des mots latins sub (« sous ») et poena  (« peine »), également entrée dans la langue juridique anglaise sous la forme déformée supenna au XVe siècle.

## Définition
Un subpoena est l'injonction de comparaître devant un tribunal pour produire un témoignage ou un document ; dans le premier cas de figure, on parle de subpoena tout court (originellement de subpoena ad testificandum) alors que dans le second, on parle de subpoena duces tecum. Le Code de procédure civile du Québec permet à tout avocat d'émettre un bref de subpoena pour déposition pour témoignage (280 C.p.c.) ou pour présentation d'un document (281 C.p.c.). Cependant, le subpoena doit obligatoirement être délivré par un huissier de justice selon les articles 8 et 14 de la Loi sur les huissiers de justice.
Si la personne sommée de comparaître ou d'apporter le document refuse de le faire, alors que le subpoena a été signifié et que des indemnités ont été avancées, il y a, au Québec, la possibilité d’un mandat d’amener en vertu de l'article 284 C.p.c.
Aux États-Unis, les commissions d'enquêtes du Congrès peuvent également faire usage de subpoena.
En Angleterre et au pays de Galles, les subpoena sont rebaptisés « witness summons » pour simplifier la langue juridique autrefois remplie d'expressions françaises archaïques ou latines.

## Cas renommés
Un cas de subpoena remonte à 1972 : Branzburg vs Hayes. Un reporter du New York Times couvrait le mouvement des Black Panthers en Californie et a été invité à révéler les informations dont il disposait sur ce mouvement considéré comme terroriste à l'époque. Portée devant la Cour suprême des États-Unis, l'affaire a été tranchée en affirmant que les journalistes ne peuvent faire valoir le secret des sources devant la justice fédérale. Toutefois, la justice de chaque État des États-Unis avait tendance à protéger les journalistes et à respecter leur droit à conserver la confidentialité de leurs sources.
Cet arrêt a influencé le jugement de Judith Miller, du New York Times, dans l'affaire Plame-Wilson, au cours de laquelle Miller avait dévoilé dans une de ses colonnes l'identité de Valerie Plame, agent de la CIA. Or les agents de la CIA doivent conserver un anonymat total. Miller a refusé de dire quelle source gouvernementale lui avait dévoilé le nom de cet agent et a été emprisonnée le 6 juillet 2005. Elle est sortie de prison trois mois et demi plus tard, après que ladite source a levé la clause de confidentialité ; il s'agissait de Lewis Libby, le directeur de cabinet du vice-président américain Dick Cheney.
Un autre cas de subpoena est à l'origine, le 20 octobre 1973, du « massacre du samedi soir ». Au cours du scandale du Watergate, le procureur indépendant spécial Archibald Cox transmet un subpoena au président Richard Nixon, qui refuse de s'y plier et qui, par le biais de l'avocat général des États-Unis Robert Bork, renvoie le procureur Cox, tandis que le procureur général et le procureur général adjoint des États-Unis démissionnent après avoir refusé de renvoyer Cox eux-mêmes. Cet abus de pouvoir caractérisé entraîne la recrudescence des procédures d'impeachment contre Nixon au Congrès.